# 宋滄
宋滄（1484年—1533年），字伯清，號有台，山东兖州府济宁州鉅野縣人，明朝政治人物。

## 生平
治《書經》，行一，由縣學生中式正德二年（1507年）丁卯科山東鄉試第九名舉人，正德三年（1508年）聯捷戊辰科會試第三百十一名，第三甲第五十二名進士。初授中书舍人，历任署员外郎事中书舍人，正德十年（1515年）九月升鴻臚寺右少卿，十一年二月給假省亲，十六年正月升左少卿。嘉靖四年（1525年）三月以九年秩满，升通政使司右通政，五年六月升左通政，八年三月充殿试读卷官，九年六月升都察院右佥都御史、巡抚四川等处地方，十二年五月以病告归，未报，以病剧离任，六月行至湖广荆州府卒。

## 著作
著有《秉忠定议》十卷。

## 家族
曾祖宋麟。祖父宋文傑。父宋宗。母劉氏。重庆下，弟沇。